# Anapisa mariae
Anapisa mariae là một loài bướm đêm thuộc phân họ Arctiinae, họ Erebidae.